# Brachytome scortechinii
Brachytome scortechinii är en måreväxtart som beskrevs av George King och James Sykes Gamble. Brachytome scortechinii ingår i släktet Brachytome och familjen måreväxter. Inga underarter finns listade i Catalogue of Life.